# Auto dell'anno

Logo di Auto dell'anno; esso è generalmente apposto dalle case costruttrici sui veicoli premiati come adesivo sui vetri

Auto dell'anno (Car of the year) è un riconoscimento europeo volto a premiare il modello di autovettura che, nei dodici mesi precedenti all'assegnazione, abbia espresso i migliori contributi di design e innovazione tecnologica, in rapporto al prezzo di vendita. Il titolo "Auto dell'anno" si intende valevole per l'anno successivo a quello di assegnazione.

## Storia
Il premio nasce nel 1964, dietro iniziativa di alcune riviste settoriali come AutoVisie, Quattroruote, Stern e Vi Bilägare che hanno curato a turno l'organizzazione, invitando i più autorevoli giornalisti delle riviste europee.
Di anno in anno la manifestazione si è sempre più sviluppata tanto che, per fare un esempio, l'edizione del 2005 si è svolta con la partecipazione di 58 giurati provenienti da ventidue nazioni diverse. Gli organizzatori sono le riviste: Auto (Italia), Auto Mobil Vox (Germania), Auto Trends (Belgio), Autocar (Regno Unito), Automobil Revue (Svizzera), Autopista (Spagna), Autovisie (Paesi Bassi), L'Automobile Magazine (Francia) e Vi Bilägare (Svezia).
I nuovi modelli automobilistici, per accedere alla competizione, devono essere stati commercializzati in almeno cinque nazioni europee nel corso dell'anno. Le valutazioni, che vengono espresse da una giuria internazionale di esperti del ramo, vertono sui seguenti parametri: design, comfort, sicurezza, economicità d'esercizio, guidabilità, prestazioni, funzionalità, rispetto per l'ambiente e infine rapporto qualità/prezzo.
Nell'ambito dei modelli che soddisfano le condizioni iniziali viene effettuata una prima selezione: sette finaliste sono ammesse all'elezione della vincitrice. Per esprimere il proprio giudizio ogni membro della giuria ha a disposizione 25 punti da distribuire tra le 7 auto, potendo assegnare un massimo di 10 punti alla prima scelta.

## Case automobilistiche premiate

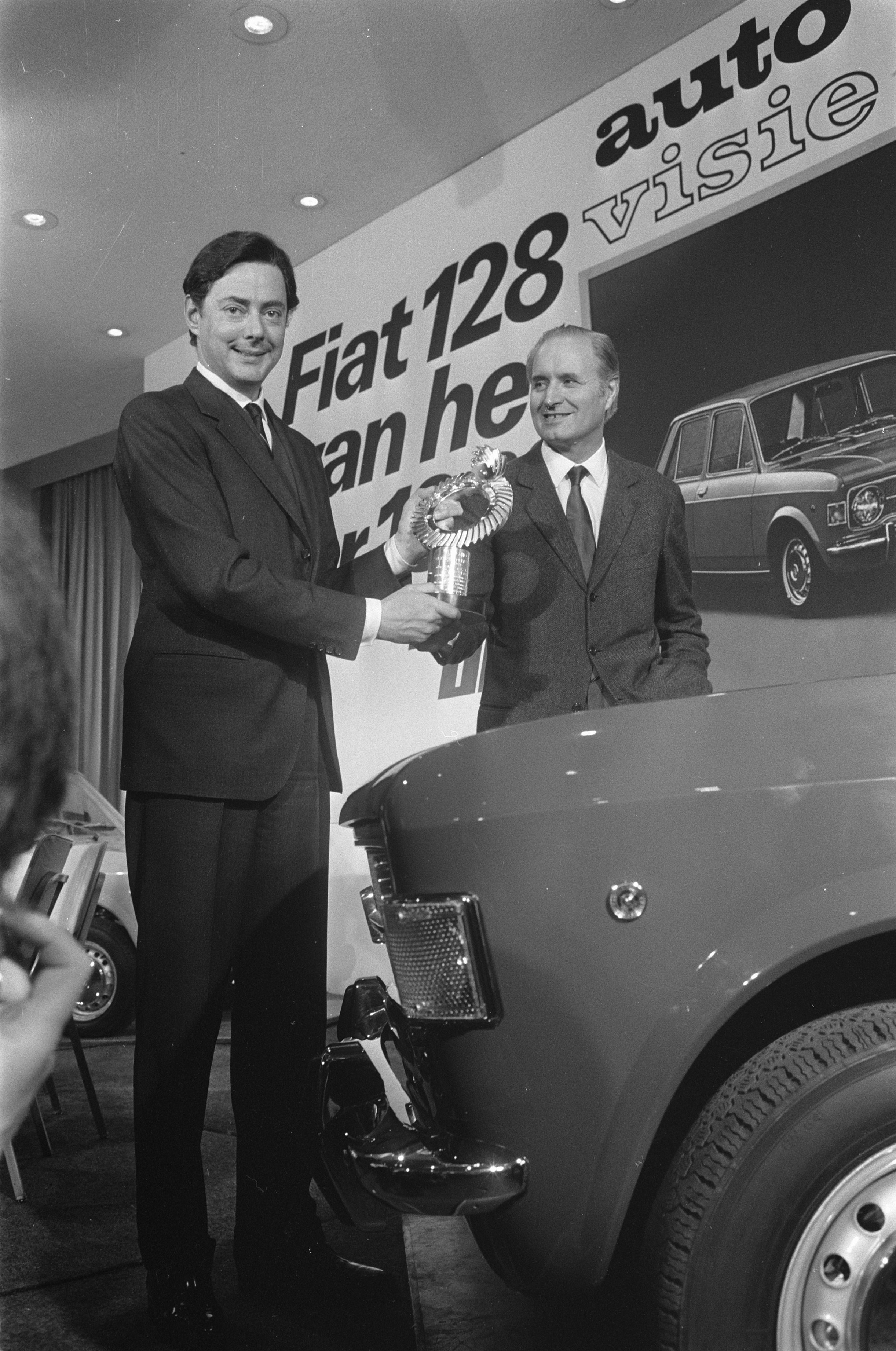
Umberto Agnelli e Dante Giacosa ritirano il trofeo Auto dell'anno 1970 per la Fiat 128

Negli anni molte sono state le case automobilistiche che sono riuscite a fregiarsi del titolo, la classifica sino al 2025 vede questi risultati:
- FIAT: 9 vittorie
- Renault: 8 vittorie
- Peugeot: 6 vittorie
- Ford: 5 vittorie
- Opel: 5 vittorie (1 insieme a Chevrolet)
- Volkswagen: 4 vittorie
- Citroën: 3 vittorie
- Alfa Romeo: 2 vittorie
- Audi: 2 vittorie
- Rover: 2 vittorie
- SIMCA: 2 vittorie
- Toyota: 3 vittorie
- Nissan: 2 vittorie
- Lancia: 1 vittoria
- Austin: 1 vittoria
- NSU: 1 vittoria
- Mercedes-Benz: 1 vittoria
- Porsche: 1 vittoria
- Chevrolet: 1 vittoria (insieme con Opel)
- Volvo: 1 vittoria
- Jaguar: 1 vittoria
- Kia: 1 vittoria
- Jeep: 1 vittoria

## I modelli premiati
| Anno | Foto | Vincitrice                              | Vincitrice | Secondo posto                  | Secondo posto | Terzo posto            | Terzo posto |
| Anno | Foto | Auto                                    | Punti      | Auto                           | Punti         | Auto                   | Punti       |
| ---- | ---- | --------------------------------------- | ---------- | ------------------------------ | ------------- | ---------------------- | ----------- |
| 1964 |      | Rover 2000                              | 76         | Mercedes 600                   | 64            | Hillman Imp            | 31          |
| 1965 |      | Austin 1800                             | 78         | Autobianchi Primula            | 51            | Ford Mustang           | 18          |
| 1966 |      | Renault 16                              | 98         | Rolls-Royce Silver Shadow      | 81            | Oldsmobile Toronado    | 59          |
| 1967 |      | Fiat 124                                | 144        | BMW 1600                       | 69            | Jensen FF              | 61          |
| 1968 |      | NSU Ro 80                               | 197        | Fiat 125                       | 133           | Simca 1100             | 94          |
| 1969 |      | Peugeot 504                             | 119        | BMW 2500/2800                  | 77            | Alfa Romeo 1750        | 76          |
| 1970 |      | Fiat 128                                | 235        | Autobianchi A112               | 96            | Renault 12             | 79          |
| 1971 |      | Citroën GS                              | 233        | Volkswagen K 70                | 121           | Citroën SM             | 105         |
| 1972 |      | Fiat 127                                | 239        | Renault 15/17                  | 107           | Mercedes-Benz 350 SL   | 96          |
| 1973 |      | Auto Union Audi 80                      | 114        | Renault 5                      | 109           | Alfa Romeo Alfetta     | 95          |
| 1974 |      | Mercedes-Benz 450                       | 115        | Fiat X1/9                      | 99            | Honda Civic            | 90          |
| 1975 |      | Citroën CX                              | 229        | Volkswagen Golf                | 164           | Auto Union Audi 50     | 136         |
| 1976 |      | Simca 1307-1308                         | 192        | BMW Serie 3                    | 144           | Renault 30 TS          | 107         |
| 1977 |      | Rover SD1                               | 157        | Auto Union Audi 100            | 138           | Ford Fiesta            | 135         |
| 1978 |      | Porsche 928                             | 261        | BMW Serie 7                    | 231           | Ford Granada           | 203         |
| 1979 |      | Simca Horizon                           | 251        | Fiat Ritmo                     | 239           | Auto Union Audi 80     | 181         |
| 1980 |      | Lancia Delta                            | 369        | Opel Kadett                    | 301           | Peugeot 505            | 199         |
| 1981 |      | Ford Escort Mk.III                      | 326        | Fiat Panda                     | 308           | Austin Metro           | 255         |
| 1982 |      | Renault 9                               | 335        | Opel Ascona                    | 304           | Volkswagen Polo        | 252         |
| 1983 |      | Audi 100                                | 410        | Ford Sierra                    | 386           | Volvo 760              | 157         |
| 1984 |      | Fiat Uno                                | 346        | Peugeot 205                    | 325           | Volkswagen Golf        | 156         |
| 1985 |      | Opel Kadett                             | 326        | Renault 25                     | 261           | Lancia Thema           | 191         |
| 1986 |      | Ford Scorpio                            | 337        | Autobianchi Y10 / Lancia Y10   | 291           | Mercedes-Benz Classe E | 273         |
| 1987 |      | Opel Omega                              | 275        | Audi 80                        | 238           | BMW Serie 7            | 175         |
| 1988 |      | Peugeot 405                             | 464        | Citroën AX                     | 252           | Honda Prelude          | 234         |
| 1989 |      | Fiat Tipo                               | 356        | Opel Vectra                    | 261           | Volkswagen Passat      | 194         |
| 1990 |      | Citroën XM                              | 390        | Mercedes-Benz Classe SL        | 215           | Ford Fiesta III        | 214         |
| 1991 |      | Renault Clio                            | 312        | Nissan Primera                 | 258           | Opel Calibra           | 183         |
| 1992 |      | Volkswagen Golf                         | 276        | Opel Astra F                   | 231           | Citroën ZX             | 213         |
| 1993 |      | Nissan Micra                            | 338        | Fiat Cinquecento               | 304           | Renault Safrane        | 244         |
| 1994 |      | Ford Mondeo I                           | 290        | Citroën Xantia                 | 264           | Mercedes-Benz Classe C | 192         |
| 1995 |      | Fiat Punto                              | 370        | Volkswagen Polo III            | 292           | Opel Omega             | 272         |
| 1996 |      | Fiat Bravo                              | 378        | Peugeot 406                    | 363           | Audi A4 B5             | 246         |
| 1997 |      | Renault Scénic I                        | 405        | Ford Ka                        | 293           | Volkswagen Passat V    | 248         |
| 1998 |      | Alfa Romeo 156                          | 454        | Volkswagen Golf                | 266           | Audi A6 C5             | 265         |
| 1999 |      | Ford Focus I                            | 444        | Opel Astra G                   | 269           | Peugeot 206            | 248         |
| 2000 |      | Toyota Yaris                            | 344        | Fiat Multipla                  | 325           | Opel Zafira            | 265         |
| 2001 |      | Alfa Romeo 147                          | 238        | Ford Mondeo II                 | 237           | Toyota Prius           | 229         |
| 2002 |      | Peugeot 307                             | 286        | Renault Laguna                 | 244           | Fiat Stilo             | 243         |
| 2003 |      | Renault Mégane II                       | 322        | Mazda 6                        | 302           | Citroën C3 I           | 214         |
| 2004 |      | Fiat Panda                              | 281        | Mazda 3                        | 241           | Volkswagen Golf        | 241         |
| 2005 |      | Toyota Prius                            | 406        | Citroën C4 I                   | 267           | Ford Focus II          | 228         |
| 2006 |      | Renault Clio                            | 256        | Volkswagen Passat VII          | 251           | Alfa Romeo 159         | 212         |
| 2007 |      | Ford S-MAX                              | 235        | Opel Corsa                     | 233           | Citroën C4 Picasso     | 222         |
| 2008 |      | Fiat 500                                | 385        | Mazda 2                        | 325           | Ford Mondeo III        | 202         |
| 2009 |      | Opel Insignia A                         | 321        | Ford Fiesta VI                 | 320           | Volkswagen Golf        | 223         |
| 2010 |      | Volkswagen Polo                         | 347        | Toyota iQ                      | 337           | Opel Astra             | 221         |
| 2011 |      | Nissan Leaf                             | 257        | Alfa Romeo Giulietta           | 248           | Opel Meriva            | 244         |
| 2012 |      | Opel Ampera/Chevrolet Volt              | 330        | Volkswagen up!                 | 281           | Ford Focus             | 256         |
| 2013 |      | Volkswagen Golf                         | 414        | Toyota GT86/Subaru BRZ         | 202           | Volvo V40              | 189         |
| 2014 |      | Peugeot 308                             | 307        | BMW i3                         | 223           | Tesla Model S          | 216         |
| 2015 |      | Volkswagen Passat VIII                  | 340        | Citroën C4 Cactus              | 248           | Mercedes-Benz Classe C | 221         |
| 2016 |      | Opel Astra                              | 312        | Volvo XC90                     | 294           | Mazda MX-5             | 202         |
| 2017 |      | Peugeot 3008                            | 319        | Alfa Romeo Giulia              | 296           | Mercedes-Benz Classe E | 197         |
| 2018 |      | Volvo XC40                              | 325        | Seat Ibiza                     | 242           | BMW Serie 5            | 226         |
| 2019 |      | Jaguar I-Pace                           | 250        | Alpine A110                    | 250           | Kia Ceed               | 247         |
| 2020 |      | Peugeot 208 II                          | 281        | Tesla Model 3                  | 242           | Porsche Taycan         | 222         |
| 2021 |      | Toyota Yaris                            | 262        | Fiat Nuova 500                 | 242           | Cupra Formentor        | 239         |
| 2022 |      | Kia EV6                                 | 279        | Renault Mégane E-Tech Electric | 265           | Hyundai Ioniq 5        | 261         |
| 2023 |      | Jeep Avenger                            | 328        | Volkswagen ID. Buzz            | 241           | Nissan Ariya           | 211         |
| 2024 |      | Renault Scénic E-Tech Electric          | 329        | BMW Serie 5                    | 308           | Peugeot 3008 III       | 197         |
| 2025 |      | Renault 5 E-Tech Electric / Alpine A290 | 353        | Kia EV3                        | 291           | Citroën C3             | 215         |

## Premi analoghi
In ambito italiano dal 1987 viene assegnato il premio Auto Europa. Dal 2005 è stato inoltre istituito il premio World Car of the Year (Auto mondiale dell'anno).